# 市二中站
市二中站是石家庄地铁3号线的地铁车站，位于中华人民共和国河北省石家庄市新华区中华北大街与兴凯路交叉口北侧，于2017年6月26日开通。本站曾为3号线北端终点站。

## 车站结构
市二中站位于中华北大街与兴凯路交叉口北侧，沿中华北大街设置，呈南北走向，为地下两层岛式站台车站，车站长522.62米，标准段宽21.1米，车站地下一层为站厅层，地下二层为站台层，站台设置全高站台门。车站北侧设有两条存车线，本站为终点站时供列车折返使用。
| 地面              | 出入口 | A、B、C、D出入口                                                                                        |
| 地下一层          | 站厅   | 客服中心、自动售票机、验票机                                                                            |
| 地下二层          | 站台   | \| \| \| █ 3号线往西三庄（市庄） \| \| 島式 · 開左邊车门 \| \| \| \| \| \| █ 3号线往乐乡（新百广场） \| |
|                   |        | █ 3号线往西三庄（市庄）                                                                                 |
| 島式 · 開左邊车门 |        | |
|                   |        | █ 3号线往乐乡（新百广场）                                                                               |

## 车站出口
市二中站共有4个出入口，各出口及周围设施如下所示：
| 出口编号                             | 照片 | 地点                                 | 可到达目的地                             |
| ------------------------------------ | ---- | ------------------------------------ | ---------------------------------------- |
| 出口 · A · 扶手电梯标志              |      | 中华北大街（东侧），二中西街（西侧） | 绿荫广场                                 |
| 出口 · B · 扶手电梯标志              |      | 中华北大街（东侧），二中西街（东侧） | 石家庄二中                               |
| 出口 · C · 升降机标志 · 扶手电梯标志 |      | 中华北大街（西侧）                   | 华凯中心，石家庄市人民政府(西院)         |
| 出口 · D · 扶手电梯标志              |      | 中华北大街（西侧）                   | 石家庄市交通运输局，石家庄市中华大街小学 |
| 註： 設有 \| 設有扶手電梯            |      |                                      |                                          |

## 接驳交通

### 公交车
- 市交通运输局：8路，13路，17路，20路，23路，76路，108路，117路，118路副线，335路，1环1路，1环2路

## 历史
本站工程名为小灰楼站，公示名为绿荫广场站，正式站名为市二中站，以车站东侧的石家庄市第二中学命名。
- 2013年3月22日，车站正式开工，为石家庄地铁第一个动工的车站[7]。
- 2014年12月3日，车站主体结构封顶[2]。
- 2017年6月26日，本站随3号线一期首开段通车开通[1]，为北端终点站。
- 2020年1月20日，3号线一期北段开通，本站不再为日常运营终点站[8]。
- 2021年1月9日，受新冠疫情影响，车站暂停运营[9]。2月19日，车站恢复运营[10]。
- 2022年8月28日，受新冠疫情影响，车站暂停运营[11]。9月6日，车站恢复运营[12]。